# Un posto al sole
Un posto al sole est un feuilleton télévisé italien diffusé depuis le 21 octobre 1996 sur la chaîne Rai 3. C'est l'histoire du quotidien d'un quartier de Naples.
Ce feuilleton est inédit dans tous les pays francophones.
En 2004, France 3 et Telfrance s'inspirent de cette série pour lancer Plus belle la vie, un feuilleton quotidien qui retrace le quotidien d'habitants d'un quartier fictif, avec des intrigues en lien avec l'actualité.

## Distribution

### Actuelle
- Davide Devenuto : Andrea Pergolesi
- Claudia Ruffo : Angela Poggi
- Samanta Piccinetti : Arianna Landi
- Michelangelo Tommaso : Filippo Sartori
- Leonardo Di Carmine (1997-1998) puis Peppe Zarbo : Franco Boschi
- Marina Tagliaferri : Giulia Poggi
- Cristina D'Alberto : Greta Fournier
- Germano Bellavia : Guido Del Bue
- Nina Soldano : Marina Giordano
- Alberto Rossi : Michele Saviani
- Luca Turco : Nikolin "Niko" Poggi
- Marina Giulia Cavalli : Ornella Bruni
- Lucio Allocca : Otello Testa
- Patrizio Rispo : Raffaele Giordano
- Marzio Honorato : Renato Poggi
- Riccardo Polizzy Carbonelli : Roberto Ferri
- Giorgia Gianetiempo : Rossella Graziani
- Luisa Amatucci : Silvia Graziani
- Carmen Scivittaro : Teresa Diacono
- Ilenia Lazzarin : Viola Bruni
- Maria Maurigi : Alessandra Parisi
- Vincenzo Ferrera : Eduardo Nappi
- Marine Galstyan : Thea Dimitru